# ISO 3166-2:SV

ISO 3166-2:SV en El Salvador

ISO 3166-2:SV es la entrada para El Salvador en ISO 3166-2, parte de los códigos de normalización ISO 3166 publicados por la Organización Internacional de Normalización (ISO), que define los códigos para los nombres de las principales subdivisiones (p.ej., provincias o estados) de todos los países codificados en ISO 3166-1.
En la actualidad, para El Salvador los códigos ISO 3166-2 se definen para 14 departamentos.
Cada código consta de dos partes, separadas por un guion. La primera parte es el código SV establecido en la norma ISO 3166-2 y la segunda es alfabética de 2 caracteres.

## Códigos de los departamentos
Los nombres de las subdivisiones se ordenan según el estándar ISO 3166-2 publicado por la Agencia de Mantenimiento ISO 3166 (ISO 3166/MA).
Los nombres de las subdivisiones se ordenan según el alfabeto español: a-n, ñ, o-z. 
Pulsa sobre el botón en la cabecera para ordenar cada columna.
| Código | Nombre de la subdivisión en la ISO |
| ------ | ---------------------------------- |
| SV-AH  | Ahuachapán                         |
| SV-CA  | Cabañas                            |
| SV-CH  | Chalatenango                       |
| SV-CU  | Cuscatlán                          |
| SV-LI  | La Libertad                        |
| SV-MO  | Morazán                            |
| SV-PA  | La Paz                             |
| SV-SA  | Santa Ana                          |
| SV-SM  | San Miguel                         |
| SV-SO  | Sonsonate                          |
| SV-SS  | San Salvador                       |
| SV-SV  | San Vicente                        |
| SV-UN  | La Unión                           |
| SV-US  | Usulután                           |